# MLB Draft 2010
Der MLB Draft 2010, der Entry Draft der Major League Baseball, fand vom 7. bis 9. Juni 2010 in den MLB Network Studios in New York City statt. Als erster Spieler wurde Bryce Harper von den Washington Nationals gewählt. Die Draftreihenfolge basiert auf den Platzierungen der MLB-Saison 2009, wobei das schlechteste Team als erstes wählen durfte.

## Erstrundenwahlrecht
| All-Star                             |
| 0*0 Spieler hat nicht unterschrieben |

| Pick | Spieler               | Team                          | Position | Schule                                  |
| ---- | --------------------- | ----------------------------- | -------- | --------------------------------------- |
| 1    | Bryce Harper          | Washington Nationals          | OF       | College of Southern Nevada              |
| 2    | Jameson Taillon       | Pittsburgh Pirates            | RHP      | The Woodlands High School(TX)           |
| 3    | Manny Machado         | Baltimore Orioles             | SS       | Brito High School (FL)                  |
| 4    | Christian Colon       | Kansas City Royals            | SS       | Cal State Fullerton                     |
| 5    | Drew Pomeranz         | Cleveland Indians             | LHP      | Ole Miss Rebels                         |
| 6    | Barret Loux*          | Arizona Diamondbacks          | RHP      | Texas A&M Aggies                        |
| 7    | Matt Harvey           | New York Mets                 | RHP      | North Carolina Tar Heels                |
| 8    | Delino DeShields, Jr. | Houston Astros                | 2B       | Woodward Academy (GA)                   |
| 9    | Karsten Whitson*      | San Diego Padres              | RHP      | Chipley High School (FL)                |
| 10   | Michael Choice        | Oakland Athletics             | OF       | University of Texas at Arlington        |
| 11   | Deck McGuire          | Toronto Blue Jays             | RHP      | Georgia Tech Yellow Jackets             |
| 12   | Yasmani Grandal       | Cincinnati Reds               | C        | University of Miami                     |
| 13   | Chris Sale            | Chicago White Sox             | LHP      | Florida Gulf Coast University           |
| 14   | Dylan Covey*          | Milwaukee Brewers             | RHP      | Maranatha High School (CA)              |
| 15   | Jake Skole            | Texas Rangers                 | OF       | Blessed Trinity High School (GA)        |
| 16   | Hayden Simpson        | Chicago Cubs                  | RHP      | Southern Arkansas University            |
| 17   | Josh Sale             | Tampa Bay Rays                | OF       | Bishop Blanchet High School (WA)        |
| 18   | Kaleb Cowart          | Los Angeles Angels of Anaheim | 3B       | Cook High School (GA)                   |
| 19   | Mike Foltynewicz      | Houston Astros                | RHP      | MMinooka Community High School (IL)     |
| 20   | Kolbrin Vitek         | Boston Red Sox                | 2B       | Ball State University                   |
| 21   | Alex Wimmers          | Minnesota Twins               | RHP      | Ohio State University                   |
| 22   | Kellin Deglan         | Texas Rangers                 | C        | R.E. Mountain Secondary School (Kanada) |
| 23   | Christian Yelich      | Florida Marlins               | OF       | Westlake High School (CA)               |
| 24   | Gary Brown            | San Francisco Giants          | OF       | Cal State Fullerton                     |
| 25   | Zack Cox              | St. Louis Cardinals           | 3B       | University of Arkansas                  |
| 26   | Kyle Parker           | Colorado Rockies              | OF       | Clemson University                      |
| 27   | Jesse Biddle          | Philadelphia Phillies         | LHP      | Germantown Friends High School (PA)     |
| 28   | Zach Lee              | Los Angeles Dodgers           | RHP      | McKinney High School (TX)               |
| 29   | Cam Bedrosian         | Los Angeles Angels of Anaheim | RHP      | East Coweta High School (GA)            |
| 30   | Chevy Clarke          | Los Angeles Angels of Anaheim | OF       | Marietta High School (GA)               |
| 31   | Justin O’Conner       | Tampa Bay Rays                | C        | Cowan High School (IN)                  |
| 32   | Cito Culver           | New York Yankees              | SS       | Irondequoit High School (NY)            |

Positionen: R/LHP=mit rechts/links werfender Pitcher, C=Catcher, SS=Shortstop, OF=Outfielder, 1B=First Baseman, 2B=Second Baseman, 3B=Third Baseman